# CYTH1
CYTH1 (англ. Cytohesin 1) – білок, який кодується однойменним геном, розташованим у людей на короткому плечі 17-ї хромосоми. Довжина поліпептидного ланцюга білка становить 398 амінокислот, а молекулярна маса — 46 413.
| 10         |  | 20         |  | 30         |  | 40         |  | 50         |
| ---------- |  | ---------- |  | ---------- |  | ---------- |  | ---------- |
| MEEDDSYVPS |  | DLTAEERQEL |  | ENIRRRKQEL |  | LADIQRLKDE |  | IAEVANEIEN |
| LGSTEERKNM |  | QRNKQVAMGR |  | KKFNMDPKKG |  | IQFLIENDLL |  | KNTCEDIAQF |
| LYKGEGLNKT |  | AIGDYLGERD |  | EFNIQVLHAF |  | VELHEFTDLN |  | LVQALRQFLW |
| SFRLPGEAQK |  | IDRMMEAFAQ |  | RYCQCNNGVF |  | QSTDTCYVLS |  | FAIIMLNTSL |
| HNPNVKDKPT |  | VERFIAMNRG |  | INDGGDLPEE |  | LLRNLYESIK |  | NEPFKIPEDD |
| GNDLTHTFFN |  | PDREGWLLKL |  | GGGRVKTWKR |  | RWFILTDNCL |  | YYFEYTTDKE |
| PRGIIPLENL |  | SIREVEDSKK |  | PNCFELYIPD |  | NKDQVIKACK |  | TEADGRVVEG |
| NHTVYRISAP |  | TPEEKEEWIK |  | CIKAAISRDP |  | FYEMLAARKK |  | KVSSTKRH   |

A: Аланін

C: Цистеїн

D: Аспарагінова кислота

E: Глутамінова кислота

F: Фенілаланін

G: Гліцин

H: Гістидин

I: Ізолейцин

K: Лізин

L: Лейцин

M: Метіонін

N: Аспарагін

P: Пролін

Q: Глутамін

R: Аргінін

S: Серин

T: Треонін

V: Валін

W: Триптофан

Задіяний у таких біологічних процесах, як ацетилювання, альтернативний сплайсинг. 
Білок має сайт для зв'язування з ліпідами. 
Локалізований у клітинній мембрані, цитоплазмі, мембрані.